# Aeródromo Municipal de Caxias (Maranhão)
O Aeródromo Municipal de Caxias atende a cidade de Caxias, no estado do Maranhão.
Localizado a cerca de 6 km do centro da cidade, possui fácil acesso com vias asfaltadas. Situado a 70 km de Teresina, Piauí.

## Características
- Endereço: Rua do Aeroporto, s/n
- Cidade: Caxias
- Estado: Maranhão
- Código ICAO: SNIS
- Latitude: 4º50'19” s
- Longitude: 43º50'19 o
- Terminal de passageiros:
- Movimento: Pouco movimentado, utilizador por aeronaves de pequeno e médio porte.
- Companhias aéreas:
- Dimensão da pista (m): 1200x40 m
- Altitude: 385 pés
- Piso: Piçarra
- Sinalização: Não
- Superfície: Piçarra
- Cabeceiras: 09/27
- Quantidade de pousos e decolagens/mês: 30
- Opera com Lina Aérea regular: Não
- Opera por instrumentos: Não
- Opera no período noturno: Não
- Resistência da pista: 2500 kg
- Certificação da Pista: em tramitação
- Hangar: 01(particular)

Este Aeródromo se encontra em fase de reestruturação com o objetivo de renovação de registro e homologação. Atualmente é muito frequentado por aeromodelistas e aviões de pequeno e médio porte. Possui localização estratégica por se tratar de uma porta leste para o Maranhão.